# Perpetua Sappa Konman
Perpetua Sappa Konman (ur. 29 września 1972 na wyspie Fefen) – mikronezyjska lekarka i polityczka. Pierwsza kobieta wybrana do parlamentu Mikronezji.

## Życiorys

### Młodość, edukacja i kariera zawodowa
Konman urodziła się 29 września 1972; pochodzi z wyspy Fefen.
Ukończyła szkołę podstawową St. Cecilia Elementary oraz szkołę średnią John F. Kennedy High School w Guam w 1989 roku. Z wykształcenia jest lekarką: w 1996 roku ukończyła John A. Burns School of Medicine na Hawajach, w latach 2003–2008 studiowała choroby wewnętrzne na Fiji School of Medicine. W latach 1996–2003 oraz od 2008 do 2021 roku pracowała w szpitalu stanowym w Chuuk. Przez 30 lat zajmowała się medycyną, prowadząc również zajęcia dla studentów.

### Działalność polityczna
Po śmierci swojego męża, Derensio S. Konmana, wystartowała w przedterminowych wyborach, aby objąć zwolniony przez niego mandat w Parlamencie Mikronezji w okręgu wyborczym Chuuk. Zwyciężyła w wyborach i 13 grudnia 2021 objęła mandat po złożeniu ślubowania. Uzyskała 2 532 głosy wobec 1 962 (Myron I. Hashiguchi) i 1 292 (Inson I. Namper) głosów uzyskanych przez jej przeciwników. Została pierwszą kobietą, która została wybrana do parlamentu Mikronezji. Według ambasady Mikronezji w Waszyngtonie została również najbardziej wykształconą członkinią tego parlamentu w historii.
Z powodzeniem ubiegała się o reelekcję w wyborach parlamentarnych w Mikronezji w 2023 roku, ponownie w okręgu wyborczym obejmującym Chuuk. Uzyskała 3 572 głosy, ponownie pokonując Myrona Hashiguchiego, który uzyskał 3280 głosów. W parlamencie została przewodniczącą komitetu ds. zdrowia i usług społczenych oraz członkinią komitetu ds. edukacji i komitetu ds. funduszy i wydatków. W grudniu 2023 roku, po dołączeniu prze Mikronezję do sieci UNITE, została reprezentatką kraju w organizacji.
W wyborach parlamentarnych w Mikronezji w 2025 roku nie miała żadnego kontrkandydata, wygrała w wyborach automatycznie uzyskując wszystkie z 4573 oddanych ważnych głosów.

### Życie prywatne
Jej mężem był Derensio S. Konman. Od 2017 roku do swojej śmierci w 2021 roku był członkiem krajowego parlamentu.
Ma szóstkę dzieci.